# Коэффициент нелинейных искажений
Коэффицие́нт нелине́йных искаже́ний (КНИ или KН) — величина для количественной оценки нелинейных искажений.

## Определение
Коэффициент нелинейных искажений равен отношению среднеквадратичной суммы спектральных компонентов выходного сигнала, отсутствующих в спектре входного сигнала, к среднеквадратичной сумме всех спектральных компонент входного сигнала
{\displaystyle K_{\mathrm {H} }={\frac {\sqrt {U_{2}^{2}+U_{3}^{2}+U_{4}^{2}+\ldots +U_{n}^{2}+\ldots }}{\sqrt {U_{1}^{2}+U_{2}^{2}+U_{3}^{2}+\ldots +U_{n}^{2}+\ldots }}}}
КНИ — безразмерная величина и выражается обычно в процентах. 
Кроме КНИ, уровень нелинейных искажений часто выражают и через коэффициент гармонических искажений (КГИ или KГ) — величину, выражающую степень нелинейных искажений устройства (усилителя и др.) и равную отношению среднеквадратичного напряжения суммы высших гармоник сигнала, кроме первой, к напряжению первой гармоники при воздействии на вход устройства синусоидального сигнала. 
{\displaystyle K_{\Gamma }={\frac {\sqrt {U_{2}^{2}+U_{3}^{2}+U_{4}^{2}+\ldots +U_{n}^{2}+\ldots }}{U_{1}}}}
КГИ, так же, как и КНИ, выражается в процентах и связан с ним соотношением 
{\displaystyle K_{\Gamma }={\frac {K_{\mathrm {H} }}{\sqrt {1-K_{\mathrm {H} }^{2}}}}}
Для малых значений КГИ и КНИ совпадают в первом приближении. 
В западной литературе обычно пользуются КГИ, тогда как в отечественной литературе традиционно предпочитают КНИ.
КНИ и КГИ — это лишь количественные меры искажений, но не качественные. Например, значение КНИ (КГИ), равное 3% ничего не говорит о характере искажений, т.е. о том, как в спектре сигнала распределены гармоники, и каков, например, вклад НЧ или ВЧ составляющих. Так, в спектрах ламповых УМЗЧ обычно преобладают низшие гармоники, что часто воспринимается на слух как «тёплый ламповый звук», а в транзисторных УМЗЧ искажения более равномерно распределены по спектру, и он более плоский, что часто воспринимается как «типичный транзисторный звук» (хотя спор этот во многом зависит от личных ощущений и привычек человека).
Согласно действующему "ГОСТ 16465-70. Государственный стандарт. Сигналы радиотехнические измерительные. Термины и определения." наименование "Коэффициент нелинейных искажений" недопустимо к применению (недопустимый к применению термин-синоним). Правильно использовать только термин "Коэффициент гармоник".

## Примеры расчёта КГИ
Для многих стандартных сигналов КГИ может быть подсчитан аналитически. Входной сигнал предполагается гармоническим. Так, для симметричного прямоугольного сигнала (меандра):
{\displaystyle K_{\Gamma }\,=\,{\sqrt {{\frac {\,\pi ^{2}}{8}}-1\,}}\approx \,0{,}483\,=\,48{,}3\%}
Идеальный пилообразный сигнал имеет КГИ 
{\displaystyle K_{\Gamma }\,=\,{\sqrt {{\frac {\,\pi ^{2}}{6}}-1\,}}\approx \,0{,}803\,=\,80{,}3\%}
а симметричный треугольный 
{\displaystyle K_{\Gamma }\,=\,{\sqrt {{\frac {\,\pi ^{4}}{96}}-1\,}}\approx \,0{,}121\,=\,12{,}1\,\%}
Несимметричный прямоугольный импульсный сигнал с соотношением длительности импульса к периоду, равному μ обладает КГИ
{\displaystyle K_{\Gamma }\,(\mu )={\sqrt {{\frac {\mu (1-\mu )\pi ^{2}\,}{2\sin ^{2}\pi \mu }}-1\;}}\,,\qquad 0<\mu <1},
который достигает минимума (≈0,483) при μ=0,5, т. е. тогда, когда сигнал становится симметричным меандром. Кстати, фильтрованием можно добиться значительного снижения КГИ этих сигналов, и таким образом получать сигналы, близкие по форме к синусоидальным. Например, симметричный прямоугольный сигнал (меандр) с изначальным КГИ в 48,3 %, после прохождения через фильтр Баттерворта второго порядка (с частотой среза, равной частоте основной гармоники) имеет КГИ уже в 5,3 %, а если фильтр четвёртого порядка — то КГИ=0,6 %. Чем более сложный сигнал на входе фильтра и чем более сложный сам фильтр (а точнее, его передаточная функция), тем более громоздкими и трудоёмкими будут вычисления КГИ. Так, стандартный пилообразный сигнал, прошедший через фильтр Баттерворта первого порядка, имеет КГИ уже не 80,3 % а 37,0 %, который в точности даётся следующим выражением:
{\displaystyle K_{\Gamma }\,=\,{\sqrt {{\frac {\,\pi ^{2}}{3}}-\pi \,\mathrm {cth} \,\pi \,}}\,\approx \,0{,}370\,=\,37{,}0\%}
А КГИ того же сигнала, прошедшего через такой же фильтр, но второго порядка, уже будет даваться достаточно громоздкой формулой:
{\displaystyle K_{\Gamma }\,={\sqrt {\pi \,{\frac {\,\mathrm {ctg} \,{\dfrac {\pi }{\sqrt {2\,}}}\cdot \,\mathrm {cth} ^{2\!}{\dfrac {\pi }{\sqrt {2\,}}}-\,\mathrm {ctg} ^{2\!}{\dfrac {\pi }{\sqrt {2\,}}}\cdot \,\mathrm {cth} \,{\dfrac {\pi }{\sqrt {2\,}}}-\,\mathrm {ctg} \,{\dfrac {\pi }{\sqrt {2\,}}}-\,\mathrm {cth} \,{\dfrac {\pi }{\sqrt {2\,}}}\;}{{\sqrt {2\,}}\left(\mathrm {ctg} ^{2\!}{\dfrac {\pi }{\sqrt {2\,}}}+\,\mathrm {cth} ^{2\!}{\dfrac {\pi }{\sqrt {2\,}}}\!\right)}}\,+\,{\frac {\,\pi ^{2}}{3}}\,-\,1\;}}\;\approx \;0.181\,=\,18.1\%}
Если же рассматривать вышеупомянутый несимметричный прямоугольный импульсный сигнал, прошедший через фильтр Баттерворта p-го  порядка, то тогда:
{\displaystyle K_{\Gamma }\,(\mu ,p)=\csc \pi \mu \,\cdot \!{\sqrt {\mu (1-\mu )\pi ^{2}-\,\sin ^{2}\!\pi \mu \,-\,{\frac {\,\pi }{2}}\sum _{s=1}^{2p}{\frac {\,\mathrm {ctg} \,\pi z_{s}}{z_{s}^{2}}}\prod \limits _{\scriptstyle l=1 \atop \scriptstyle l\neq s}^{2p}\!{\frac {1}{\,z_{s}-z_{l}\,}}\,+\,{\frac {\,\pi }{2}}\,\mathrm {Re} \sum _{s=1}^{2p}{\frac {e^{i\pi z_{s}(2\mu -1)}}{z_{s}^{2}\sin \pi z_{s}}}\prod \limits _{\scriptstyle l=1 \atop \scriptstyle l\neq s}^{2p}\!{\frac {1}{\,z_{s}-z_{l}\,}}\,}},}
где 0<μ<1 и
{\displaystyle z_{l}\equiv \exp {\frac {i\pi (2l-1)}{2p}}\,,\qquad l=1,2,\ldots ,2p.}
подробности вычислений — см. Ярослав Благушин и Эрик Моро.

## Измерения
- В низкочастотном (НЧ) диапазоне для измерения КНИ применяются измерители нелинейных искажений (измерители коэффициента гармоник).
- На более высоких частотах (СЧ, ВЧ) используют косвенные измерения с помощью анализаторов спектра или селективных вольтметров.

## Типовые значения КНИ и КГИ
Ниже приведены некоторые типовые значения для КНИ, и в скобках, для КГИ.
- 0 % (0%) — форма сигнала представляет собой идеальную синусоиду.
- 3 % (3 %) — форма сигнала отлична от синусоидальной, но искажения незаметны на глаз.
- 5 % (5 %) — отклонение формы сигнала от синусоидальной заметной на глаз по осциллограмме.
- 10 % (10 %) — стандартный уровень искажений, при котором считают реальную мощность (RMS) УМЗЧ, заметен на слух.
- 12 % (12 %) — идеально симметричный треугольный сигнал.
- 21 % (22 %) — «типичный» сигнал трапецеидальной или ступенчатой формы.[4]
- 43 % (48 %) — идеально симметричный прямоугольный сигнал (меандр).
- 63 % (80 %) — идеальный пилообразный сигнал.

## Дополнительные ссылки
- ОСНОВНЫЕ ЭЛЕКТРИЧЕСКИЕ ХАРАКТЕРИСТИКИ КАНАЛА ЗВУКОПЕРЕДАЧИ
- Коэффициент нелинейных искажений (КНИ / THD / THDI)